# Erik Skön
Sven Erik Skön, född 30 april 1943 i Närpes, Finland, död 6 november 2009 i Helsingfors, Finland, var en finsk-svensk bankman och investerare.  
Erik Skön var filosofie kandidat och Master of Business Administration. Han hade studerat vid Universitetet i Cambridge och Uppsala universitet.    
Han var verkställande direktör, vicepresident och bankdirektör för olika banker i Europa, främst verksam i Finland. Han arbetade bland annat i Helsingfors, Stockholm och London.
Han började sin finansbransch karriär i Finland, där han arbetade på en bank tillsammans med Paul Rönn. Han arbetade i London från 1989 till 1992, då var han bosatt i Hampstead. Från 1999 till 2001 arbetade han i Stockholm, då var han bosatt på Östermalm.